# 天主教姆皮卡教區
天主教姆皮卡教區（拉丁語：Dioecesis Mpikaënsis）是贊比亞一個羅馬天主教教區，屬卡薩馬總教區。

## 歷史
教區的前身盧安瓜自治傳教區成立於1933年5月23日，1937年7月1日升為宗座代牧區。1951年3月8日易名為阿伯康代牧區。1959年4月25日升為教區。
1967年11月22日易名姆巴拉教區，1991年4月26日又易名姆巴拉-姆皮卡教區，1994年9月9日才定名至今。

## 現況
教區位於北方省東部。2011年有教友126,083人（佔轄區總人口25.0%）、十四個堂區、三十八名司鐸。目前教區主教席位處於出缺狀況，由原主教依納爵·查馬任宗座署理。